# Gyrodactylus groenlandicus
Gyrodactylus groenlandicus är en plattmaskart. Gyrodactylus groenlandicus ingår i släktet Gyrodactylus och familjen Gyrodactylidae. Inga underarter finns listade i Catalogue of Life.